# AW Ship Management
AW Ship Management, bis 2014 Andrew Weir Shipping (Bank Line), ist eine 1885 gegründete Reederei mit Sitz in London. 2014 wurde das ursprüngliche Unternehmen wegen Überschuldung aufgelöst und unter neuem Namen neugegründet.

## Geschichte
Andrew Weir (1865–1955), der spätere Lord Inverforth, erwarb 1885 die Bark Willowbank und gründete einen Reedereibetrieb in Glasgow, Schottland, der zwischenzeitlich zu einer der größten britischen Reedereien Großbritanniens anwuchs.
Im Jahr 1896 nahm die Reederei Weir ihr erstes Dampfschiff in Betrieb, verkaufte den letzten von ihr betriebenen Frachtsegler aber erst 1912.
1905 benannte man das Schifffahrtsunternehmen in Bank Line um und verlegte seinen Hauptsitz nach London. Der Heimathafen der betriebenen Schiffe blieb jedoch weiterhin Glasgow.
Im Krieg organisierte Andrew Weir den Nachschub der britischen Armee; nach dem Krieg arbeitete er von 1919 bis 1921 als Munitionsminister für die Rückschaffung, Verwertung und Entsorgung von Kriegsmaterial.
Zusammen mit der Kopenhagener Reederei Det Østasiatiske Kompagni gründete Weir 1919 die United Baltic Corporation, an der beide Parteien zu gleichen Teilen beteiligt waren. Diese politisch gewünschte Aktion diente der Stabilisierung der Unabhängigkeit der jungen Baltischen Staaten.
1920 stieg man in das Öltankergeschäft ein und gründete zu diesem Zweck die British-Mexican Petroleum Company. Zehn Jahre später war Weir der alleinige Eigner der Gesellschaft, die später in der Anglo-American Oil Company aufging. Ab 1923 begann die Reederei auch mit dem Aufbau einer Flotte von Lake-Tankern. Gleichzeitig nahm die Bank Line erste Motorschiffe für seinen Rangun-Südamerika-Dienst in Fahrt, die zwölf Passagieren der Ersten Klasse, zwanzig der Zweiten und 400 Auswanderern Platz boten.
Das französische Tochterunternehmen Cie. Venture-Weir S.A, Paris, gründete man 1925, um einen Liniendienst zwischen Antwerpen, Dünkirchen, Le Havre, Bordeaux und den westafrikanischen Häfen aufzubauen, betrieb diese jedoch ab 1928 als Tankerreederei. Ebenfalls 1925 gründete Weir die Reederei Lago Shipping Company, um Rohöl vom Maracaibo-See zu den Ölraffinerien in Aruba zu bringen, gab diesen Unternehmensteil jedoch 1936 an F. J. Wolfe ab. 1933 übernahm man den Liniendienst der Reederei Bullard, King & Company von Kalkutta, Rangun und Colombo nach Südafrika, welchen Weir als India Natal Line bekannt machte. Die Schiffe dieser Linie boten Platz für 50 Passagieren der Ersten und 20 der Zweiten Klasse sowie 500 sehr einfache Plätze. Im Jahr 1935 gliederte man die Reederei MacAndrews & Company in die United Baltic Corporation ein, womit auch deren Liniendienst nach Spanien übernommen wurde.
Im Zweiten Weltkrieg verlor das Unternehmen eine ganze Reihe Schiffe durch Feindeinwirkung, was in den 1940er und frühen 1950er Jahren ein umfangreiches Neubau- und Modernisierungsprogramm nötig machte. Insbesondere die Werften Harland & Wolff sowie William Doxford & Sons lieferten ganze Serien von neuen Motorschiffen. Zusätzlich erwarb Weir zwölf Libertyschiffe aus den Vereinigten Staaten und eine Anzahl anderer Schiffe anderer Reedereien.

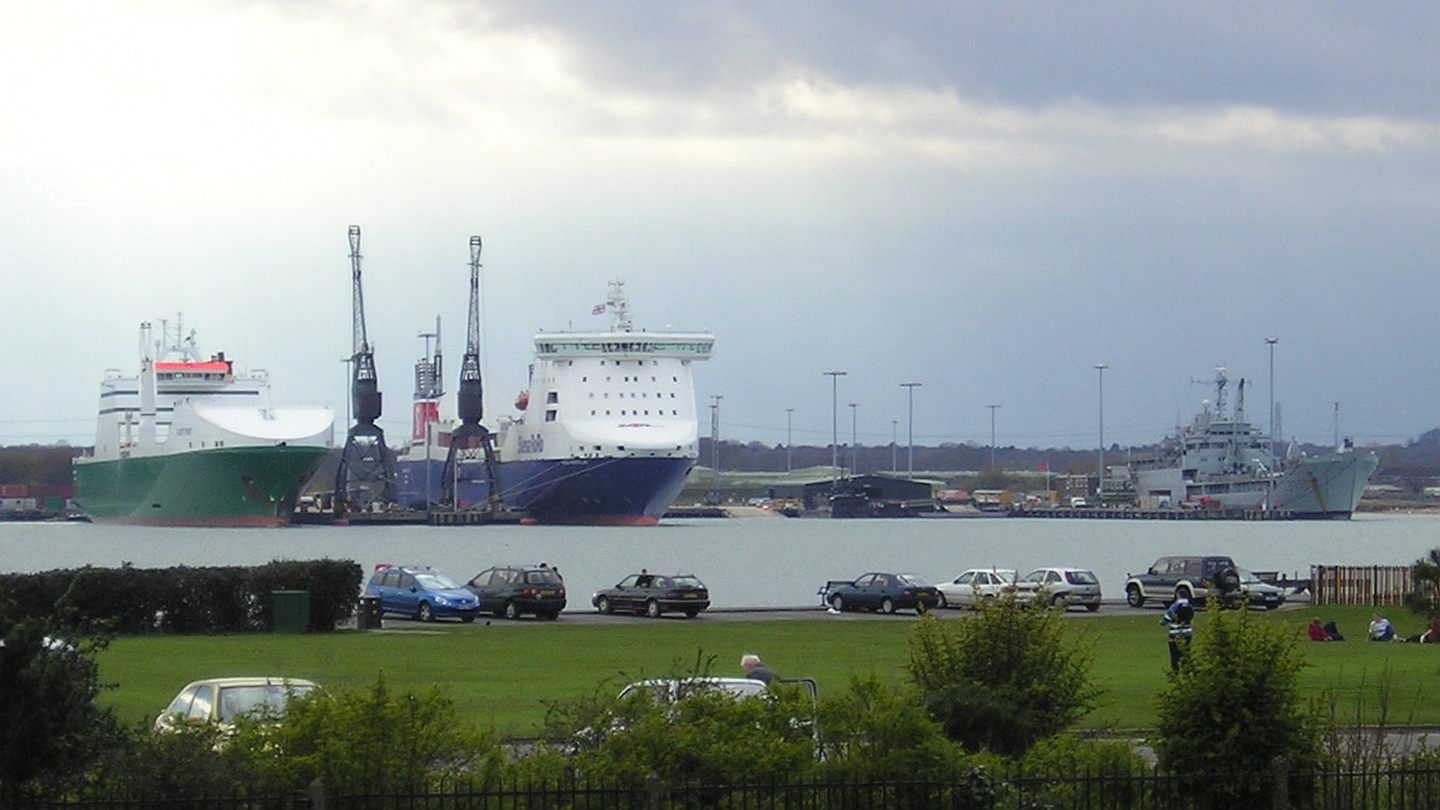
Die Hurst Point von Andrew Weir

Unter der Führung von Lord Inverforth baute die Firma die Geschäftszweige als Schiffsversicherer, Underwriter und Schiffsmakler aus. Ebenfalls ausgeweitet wurde der Handel, insbesondere mit Rohstoffen wie Nitraten, Kohle, Öl und Getreide, wozu man weltweit ein Netz von Büros, Agenturen und Tochterunternehmen aufbaute.
Aufgrund seiner geschäftlichen Reputation wählte man Andrew Weir zum Präsidenten des Institute of Marine Engineers und zu einem der wenigen ehrenhalber ernannten Mitglieder der Baltic Exchange. Weir starb schließlich am 17. September 1955. Sein gleichnamiger Sohn, Andrew Weirs, 2. Baron Inverforth, und Weirs Enkel Roy und Vincent führten den Betrieb weiter.
Andrew Weir Shipping (AWSL) wurde Ende 2014 im Zuge einer Restrukturierung freiwillig aufgelöst, um Schulden beim Merchant Navy Officers Pension Fund (MNOPF) abzulösen. Durch ein Management-Buyout ging das neue Unternehmen AW Ship Management aus der Auflösung hervor. Es gehört zur Hälfte dem ehemaligen Management von AWSL und zur anderen Hälfte der Londoner Reederei Hadley Shipping (RoRo) Limited, einem Tochterunternehmen von Hadley Shipping.